# BMW Seria 3 (G20)
A șaptea generație a gamei BMW Seria 3 este formată din mașinile executive compacte BMW G20 (sedan) și BMW G21 (break, comercializată ca „Touring”) și este adesea denumită colectiv G20. Mașinile se află în producție din octombrie 2018. Caroseria Fastback (Seria 3 Gran Turismo) a fost scoasă din producție pentru generația G20.

## Dezvoltare și lansare
La finalul lunii noiembrie 2015, o propunere finală de design a lui Alexey Kezha pentru succesorul Seria 3 F30 a fost aleasă de conducerea BMW. Noul Seria 3, denumit intern G20, a fost dezvăluit la Salonul Auto de la Paris 2018 pe 2 octombrie 2018 și a apărut pe piață în martie 2019. În 2023, testele efectuate de Universitatea de Tehnologie din Graz au descoperit că versiunea hibridă plug-in a mașinii emite de trei ori mai mult dioxid de carbon pe kilometru decât susțin cifrele oficiale, cu 112 grame eliberate pe kilometru parcurs în testul universității, spre deosebire de declarația oficială de 36 de grame pe kilometru parcurs.
Seria 3 G20 este bazat pe platforma Cluster Architecture (CLAR), ce prezintă o utilizare mai mare a oțelului și aluminiului de înaltă rezistență. G20 are suspensie față cu bare MacPherson și suspensie spate cu brațe multiple, cu un sistem hidraulic de amortizare pentru a absorbi mai bine impacturile.
G20 are partea inferioară a caroseriei plată și acoperită, rezultând într-un coeficient aerodinamic redus de la 0,26 Cd la 0,23 Cd pentru 320d. În comparație cu predecesorul său, G20 este cu 55kg mai ușor, cu 85mm mai lung și 16mm mai lat. Mașina păstrează o distribuție a greutății 50:50 și are o creștere cu 50% a rigidității caroseriei. Capacitatea portbagajului este identică cu cea a lui F30, de 480L.
Parbrizul folosește sticlă acustică cu geam dublu, iar stâlpii A au izolație sporită. Frâna de parcare este acționată electronic iar funcția de rulare liberă a motorului este disponibilă în modurile Eco Pro și Comfort și ambele modele pe benzină și diesel primesc filtre de particule ale motorului.
Modelele 320d, 320i, 330d, 330i și M340i sunt disponibile atât în variantele cu tracțiune spate, cât și în variantele cu tracțiune integrală (xDrive).
Varianta Touring (G21) a fost lansată pe 12 iunie 2019.

### Echipamente
BMW G20 pre-LCI (2019-2022) a fost disponibilă în echipările Advantage, Sport Line, Luxury Line și M Sport.
BMW G20 LCI (2022-prezent) este dispononil în echipare de bază, M Sport și M Sport Pro.
Echipamentul standard include faruri și stopuri full-LED, climatizare automată, faruri automate și ștergătoare cu senzori de ploaie, scaunele din spate rabatabile 40:20:40 și sisteme de asistență pentru șofer, precum avertizare de părăsire a benzii de rulare și avertizare de coliziune cu intervenție de frânare.

BMW a implementat o taxă anuală pentru accesul la Apple CarPlay, o funcție încorporată în mașină pentru care BMW nu plătește nicio taxă anuală sau alte cheltuieli. Din decembrie 2019, este raportat că această taxă nu va mai fi percepută.

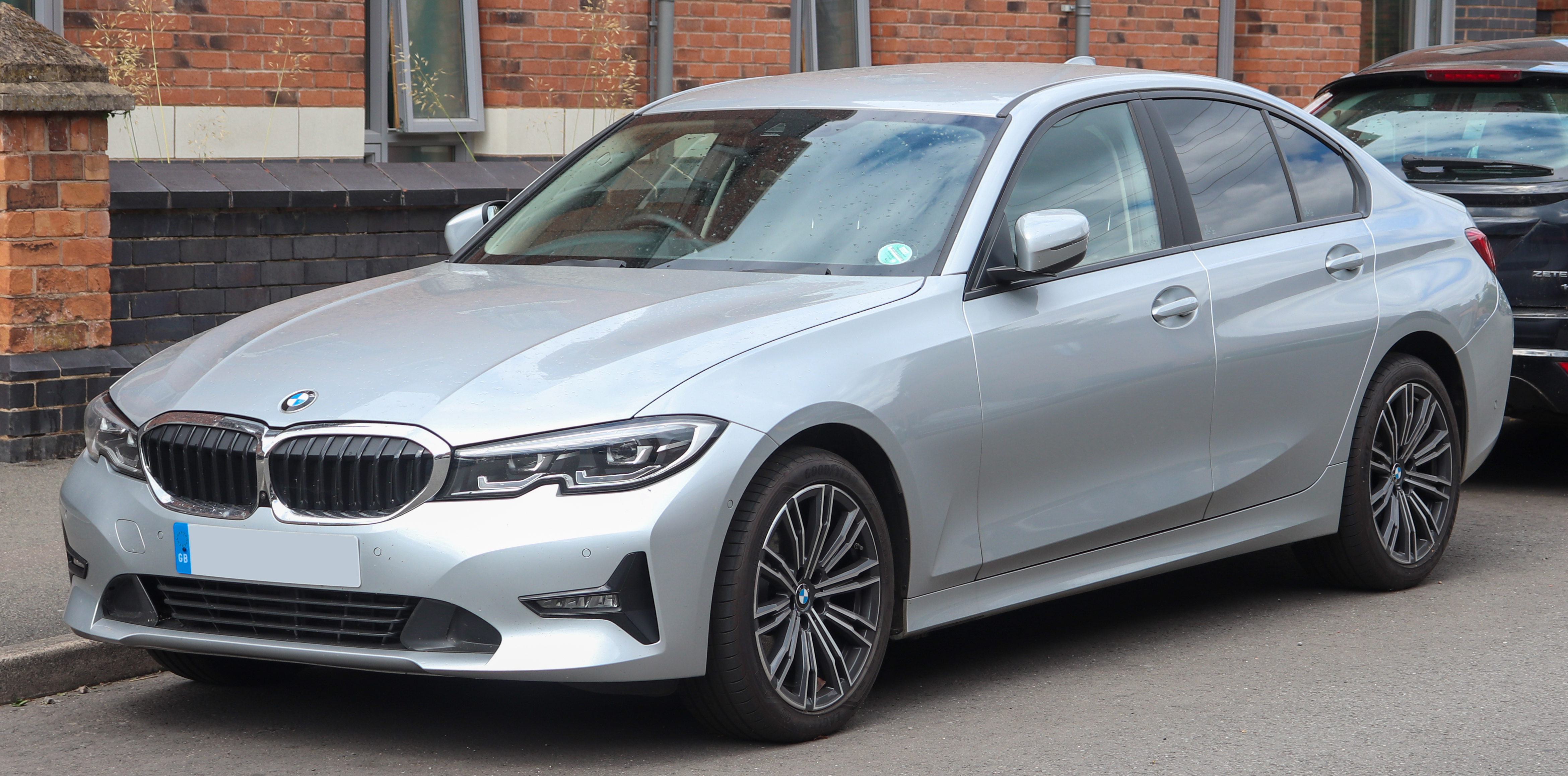
G20 318d pre-LCI (echipare de bază, Advantage)
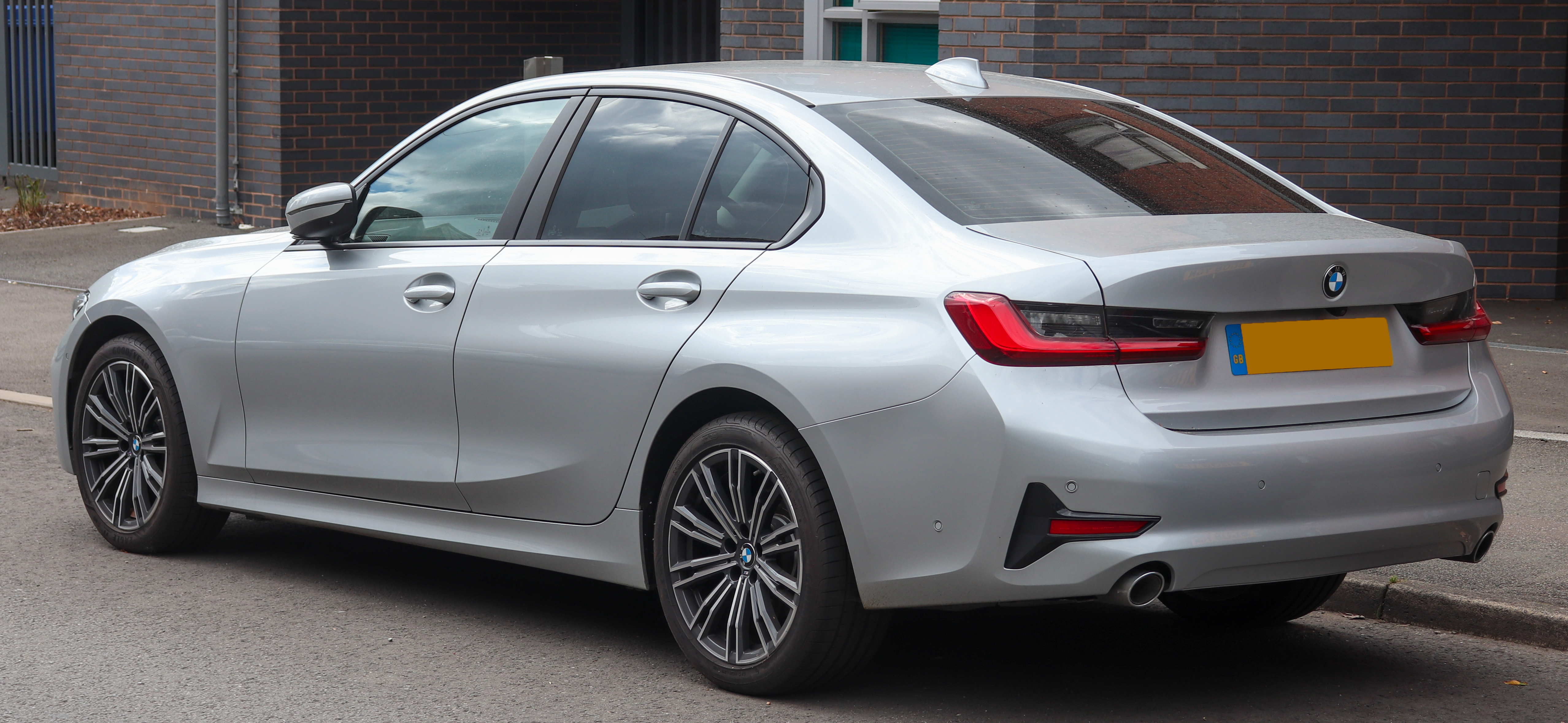
G20 318d pre-LCI (echipare de bază, Advantage)
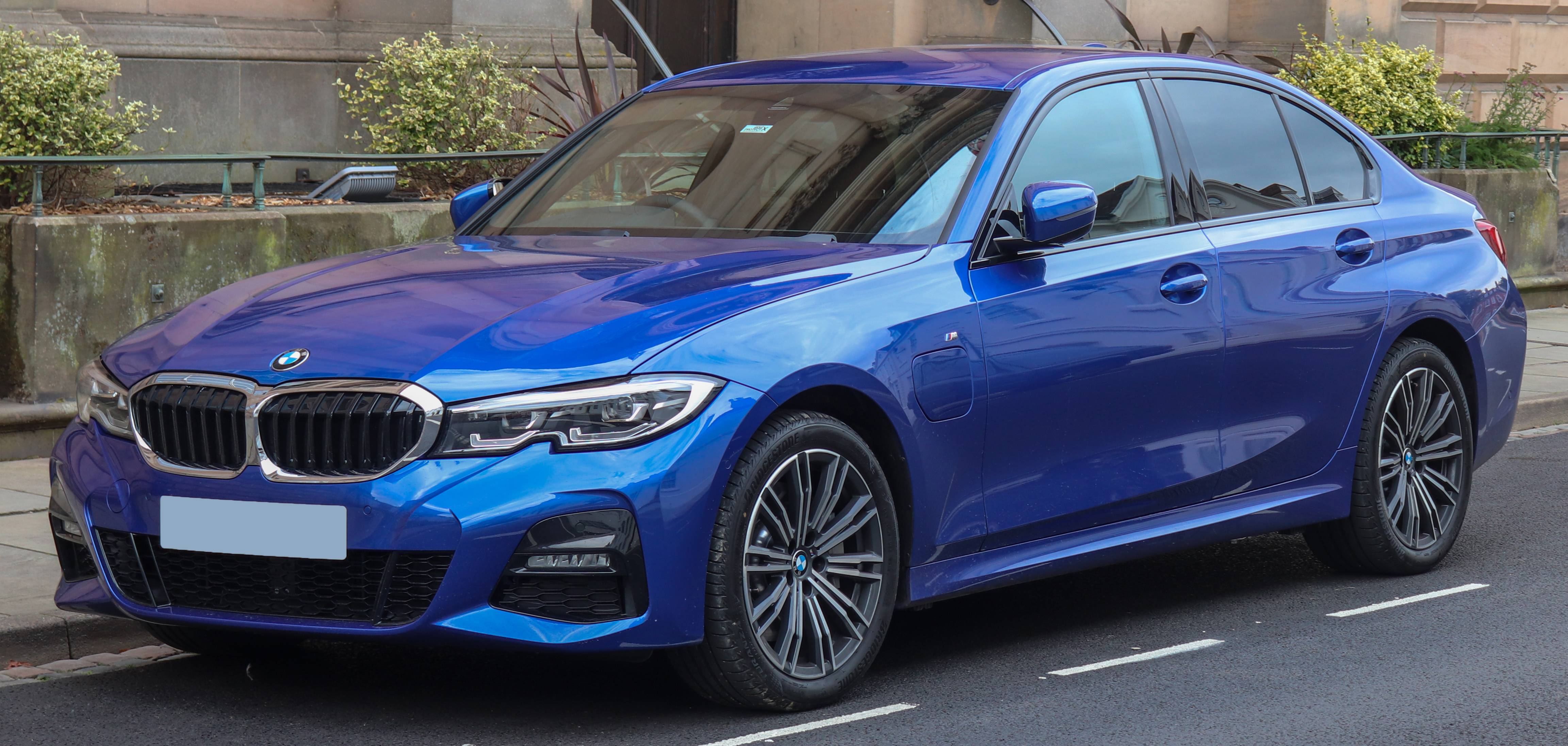
G20 330e pre-LCI (echipare M sport)
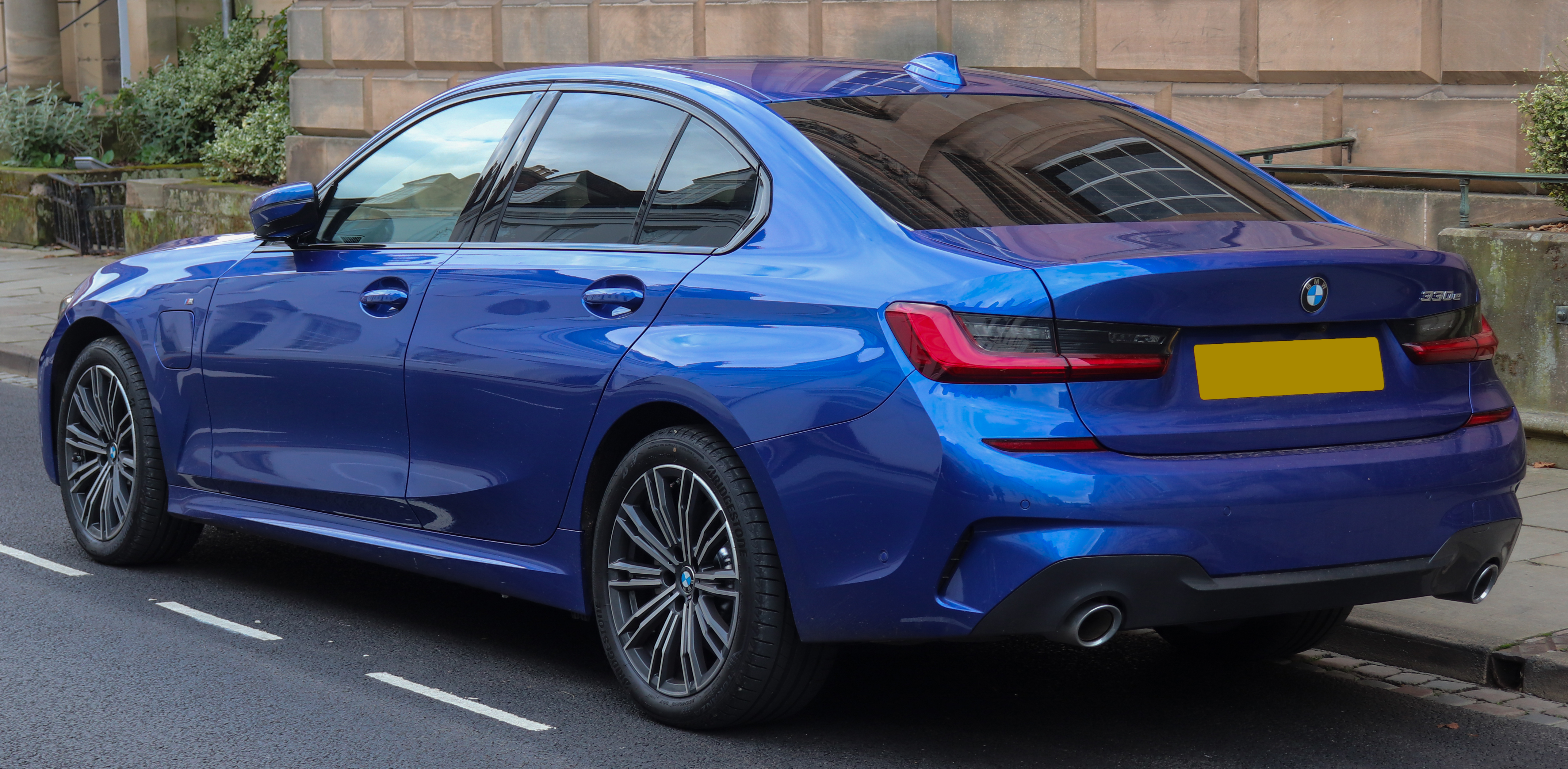
G20 330e pre-LCI (echipare M sport)

## Facelift
Un facelift (LCI, Life Cycle Impulse) a fost anunțat în mai 2022 pentru a șaptea generație BMW Seria 3.
Modelul actualizat are bare față și spate noi, faruri noi și o grilă ușor ajustată. Farurile au o nouă semnătură DRL „în formă de L inversat” (care este acum standard la toate modelele), iar opțiunea de top Laserlight este înlocuită cu noi unități LED adaptive cu funcționalitate Matrix de faza lungă. Grila își menține proporțiile generale, în timp ce bara de protecție primește noi design-uri atât pentru versiunea de bază, cât și pentru pachetul M Sport. Ambele au noi perdele de aer laterale, în timp ce cea din urmă are o admisie centrală mai mare (deși o parte din ea servește doar pentru design) și un stil mai agresiv. Farurile spate au același design ca modelul 2019, dar sunt completate de bare nou desenate. Versiunea de bază prezintă grafică în culoarea caroserie, în timp ce versiunea M Sport are un element mare, negru lucios, care încorporează un difuzor artificial și două reflectoare orientate vertical.
Interiorul primește o actualizare semnificativă, bordul fiind modelat de un nou afișaj curbat dublu care vine standard și dispune de iDrive cu BMW Operating System 8.

Transmisia automată ZF cu 8 trepte este, de asemenea, prevăzută standard, înlocuind transmisia manuală cu 6 trepte, fiind prezentă și un nou selector de viteze.

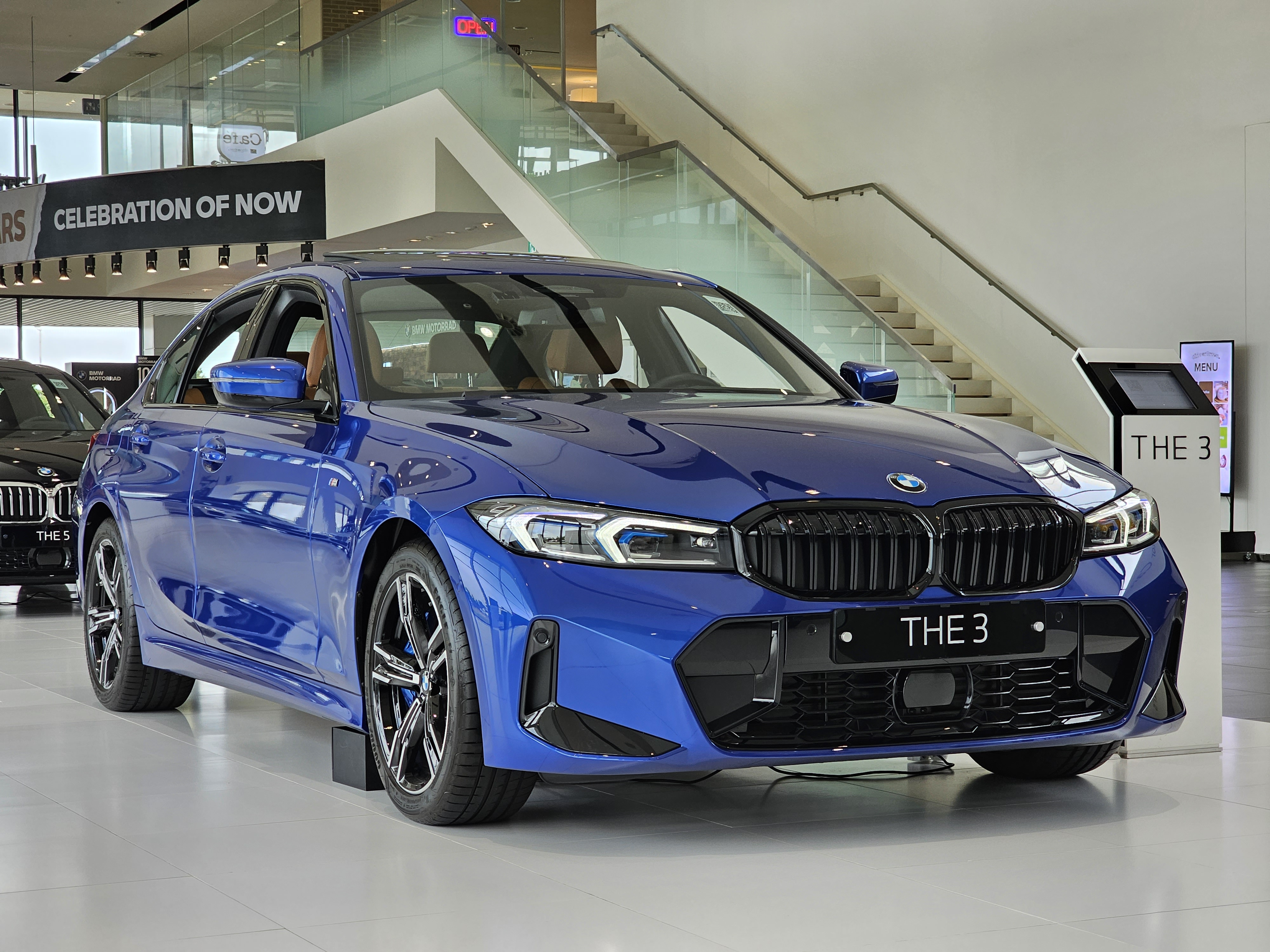
G20 320i LCI (echipare M Sport)
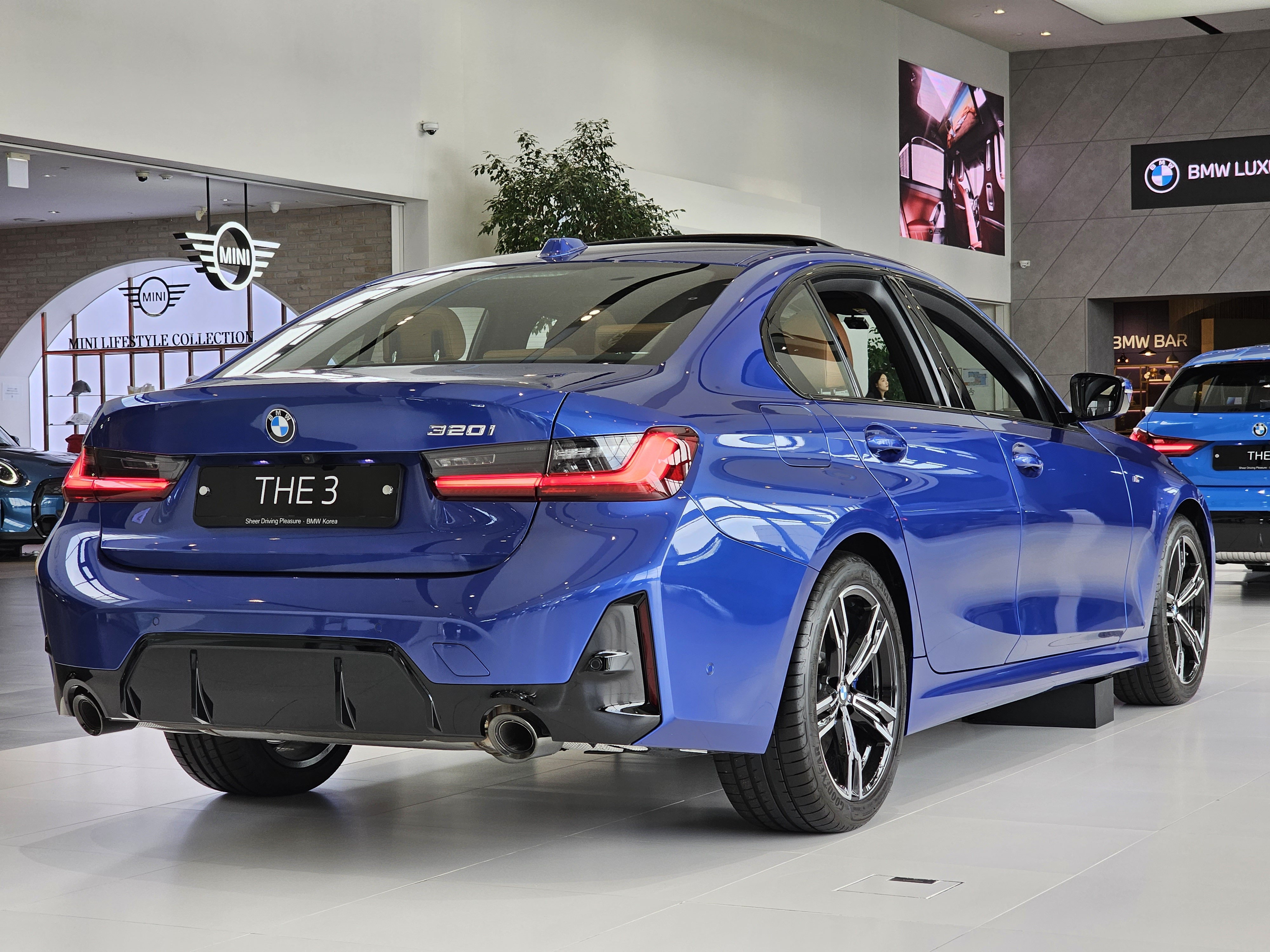
G20 320i LCI (echipare M Sport)
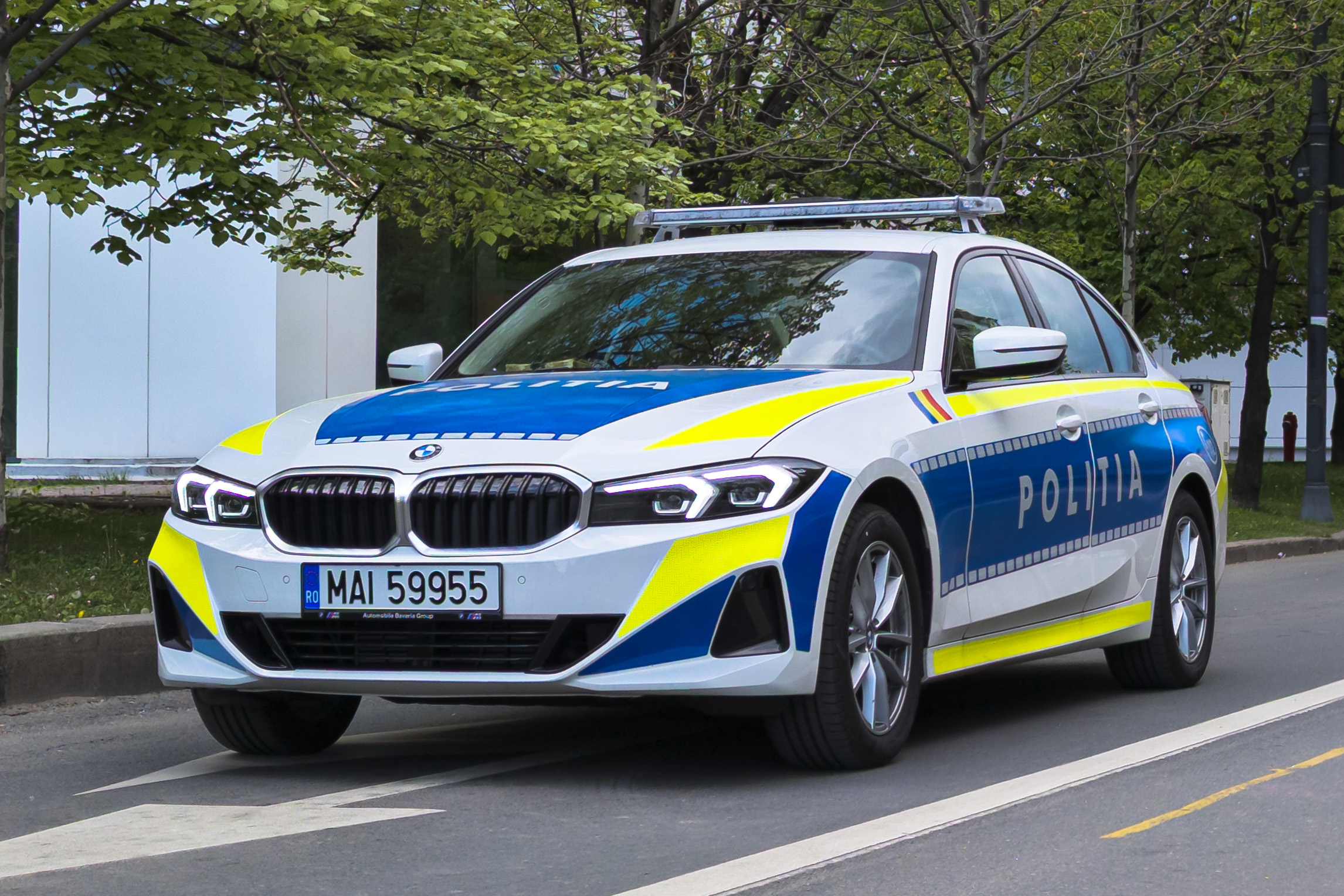
G20 320i xDrive LCI (echipare de bază) în serviciul Poliției Române
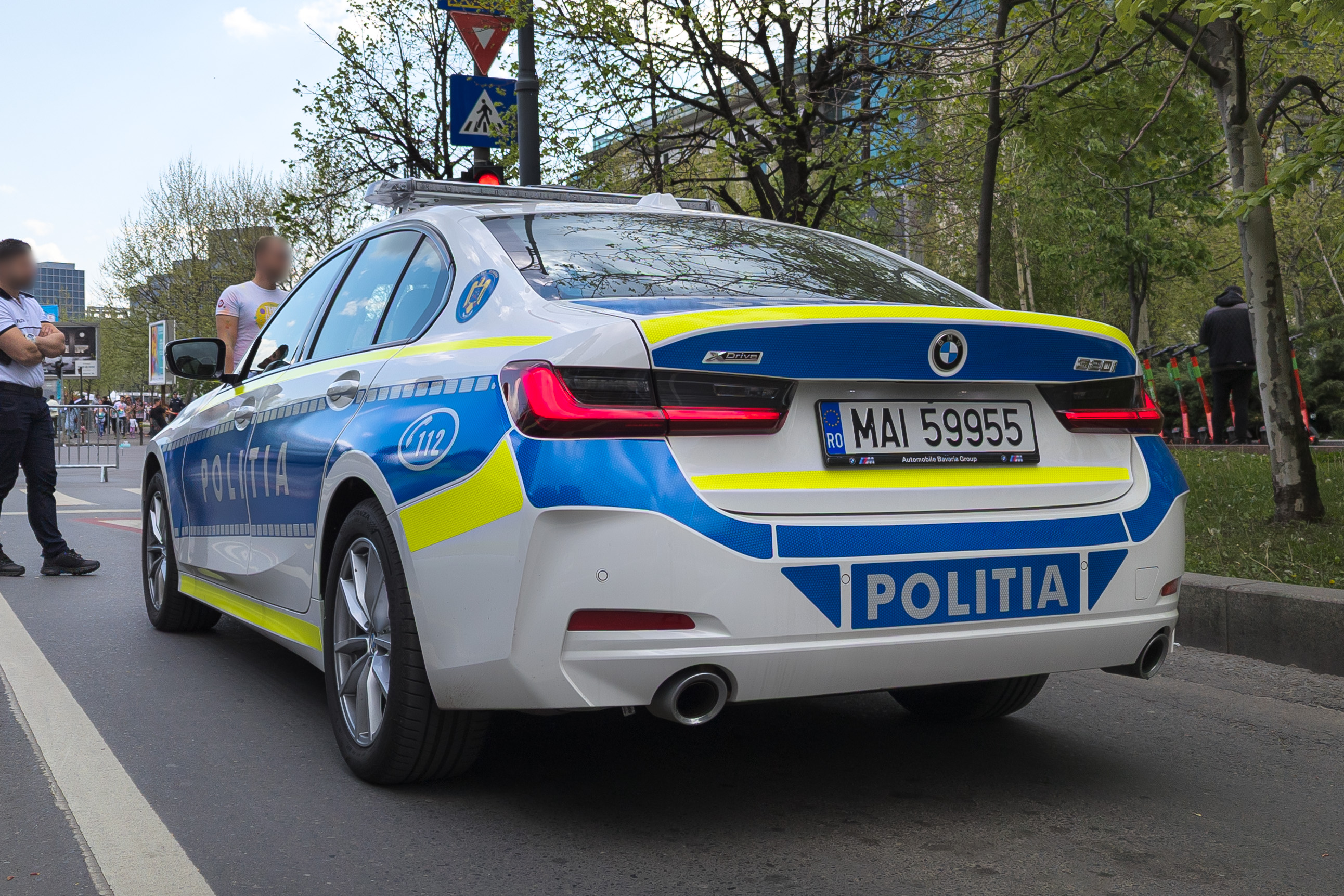
G20 320i xDrive LCI (echipare de bază) în serviciul Poliției Române
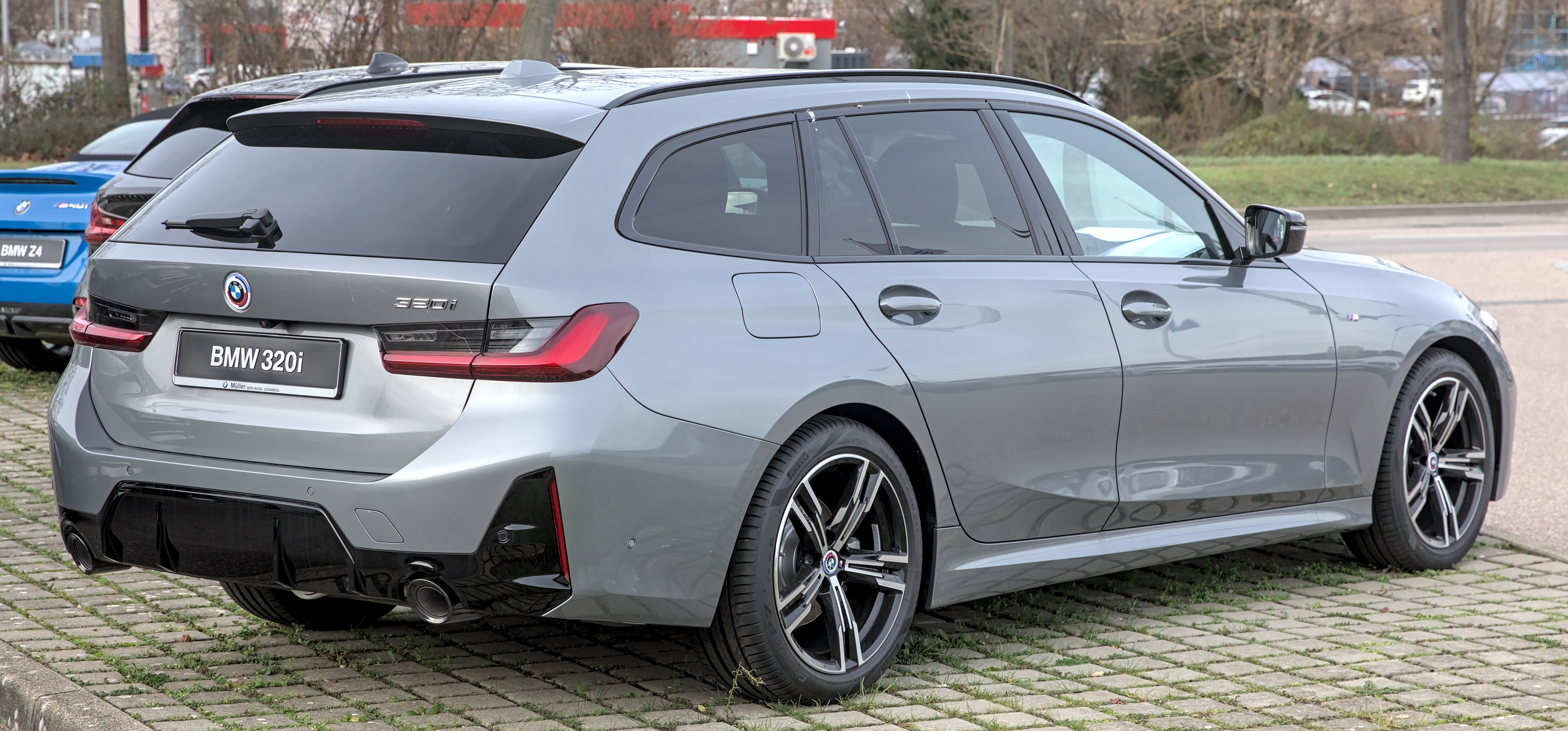
G21 320i Touring LCI (echipare M Sport)
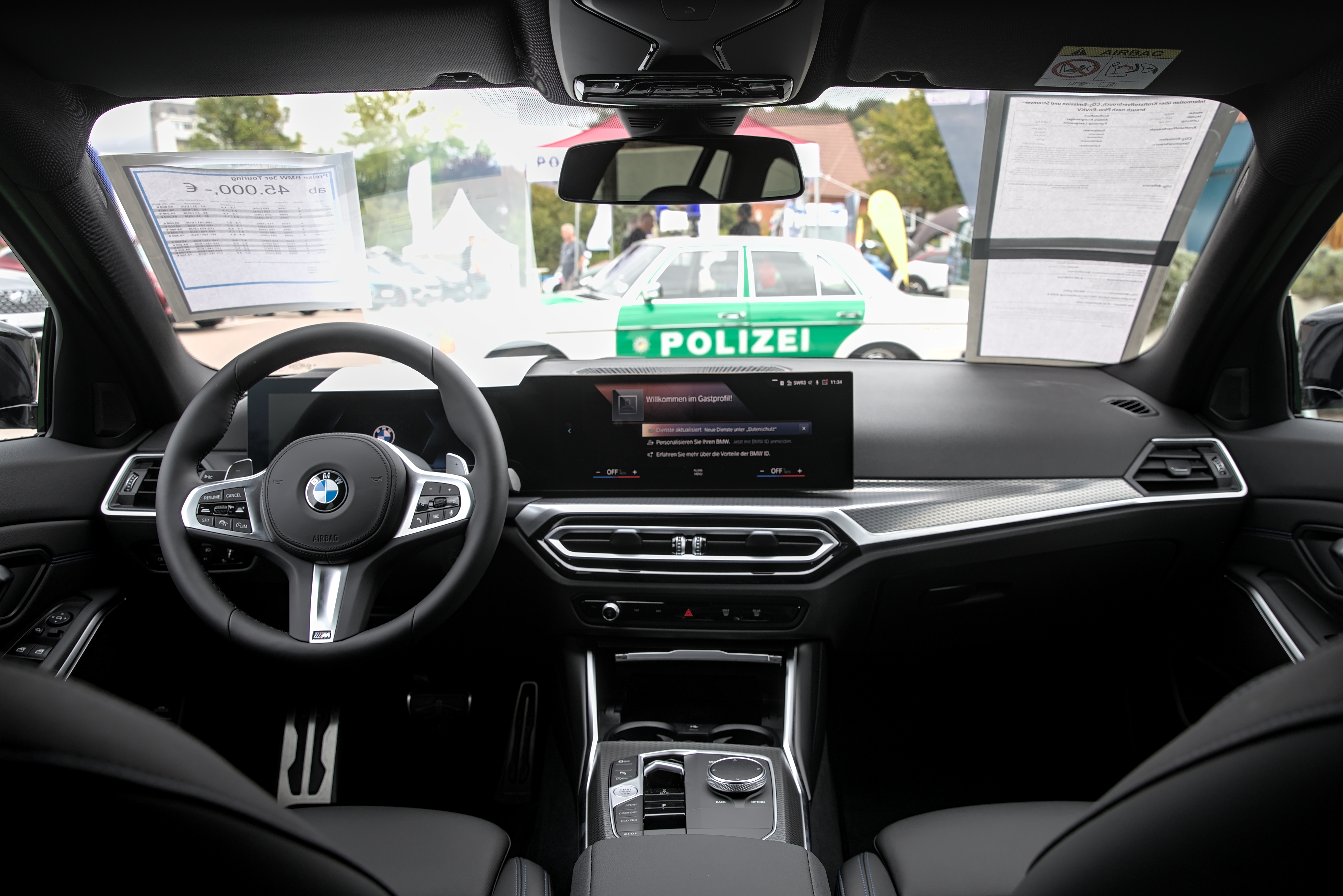
G21 320i LCI (echipare M Sport, interior)

## Grupuri motopropulsoare
| Model        | Ani   | Motor                               | Putere                                           | Cuplu                      | 0–100km/h         |
| ------------ | ----- | ----------------------------------- | ------------------------------------------------ | -------------------------- | ----------------- |
| 318i         | 2020– | 2,0 L B48I4 turbo                   | 115 kilowați (156 PS; 154 CP) la 4.500–6.500 rpm | 250 N·m la 1.300–4.300 rpm | 8,4 secunde       |
| 320i         | 2019– | 2,0 L B48I4 turbo                   | 135 kilowați (184 PS; 181 CP) la 5.000–6.500 rpm | 300 N·m la 1.350–4.000 rpm | 7,1 [7,6] secunde |
| 320i         | 2019– | 1.6 L B48I4 turbo                   | 125 kilowați (170 PS; 168 CP) la 5.000–6.000 rpm | 250 N·m la 2.000–4.700 rpm | 7,7 secunde       |
| 320e         | 2021– | 2.0 L B48 I4 turbo + motor electric | 150 kilowați (204 PS; 201 CP) la 5.000–6.500 rpm | 350 N·m la 1.450–3.700 rpm | 7,1 [7,6] secunde |
| 330e         | 2019– | 2.0 L B48 I4 turbo + motor electric | 215 kilowați (292 PS; 288 CP)                    | 420 N·m                    | 5,9 secunde       |
| 330i / 330Li | 2019– | 2,0 L B48 I4 turbo                  | 190 kilowați (258 PS; 255 CP) la 5.000–6.500 rpm | 400 N·m la 1.550–4.400 rpm | 5,8 [5,5] secunde |
| M340i        | 2019– | 3,0 L B58 I6 turbo                  | 285 kilowați (387 PS; 382 CP) la 5.800–6.500 rpm | 500 N·m la 1.800–5.000 rpm | 4,4 [4,2] secunde |
| Alpina B3    | 2019– | 3,0 L S58 I6 turbo                  | 344 kilowați (468 PS; 461 CP) la 5.500–7.000 rpm | 700 N·m la 2.500–4.500 rpm | 3,8 secunde       |

Legendă: Tracțiune spate [Tracțiune integrală] pentru versiunea sedan cu transmisie automată.
| Model        | Ani   | Motor                   | Putere                                           | Cuplu                      | 0–100 km/h        |
| ------------ | ----- | ----------------------- | ------------------------------------------------ | -------------------------- | ----------------- |
| 318d         | 2019– | 2,0 L B47I4 turbo       | 110 kilowați (150 PS; 148 CP) la 4.000 rpm       | 320 N·m la 1.500–3.000 rpm | 8,3 secunde       |
| 320d / 320Ld | 2019– | 2,0 L B47I4 turbo       | 140 kilowați (190 PS; 188 CP) la 4.000 rpm       | 400 N·m la 1.750–2.500 rpm | 6,8 [6,9] secunde |
| 330d         | 2019– | 3,0 L B57 I6 turbo      | 195 kilowați (265 PS; 261 CP) la 4.000 rpm       | 580 N·m la 1.750–2.750 rpm | 5,5 [5,1] secunde |
| M340d        | 2020– | 3,0 L B57 I6 twin-turbo | 250 kilowați (340 PS; 335 CP) la 4.400 rpm       | 700 N·m la 1.750–2.250 rpm | [4,6] secunde     |
| Alpina D3 S  | 2020– | 3,0 L B57 I6 twin-turbo | 261 kilowați (355 PS; 350 CP) la 4.000–4.200 rpm | 730 N·m la 1.750–2.750 rpm | 4,6 secunde       |

Legendă: Tracțiune spate [Tracțiune integrală] pentru versiunea sedan cu transmisie automată.

## BMW i3 (G28)
Sedanul BMW i3 (cod model G28 BEV ) este o versiune electrică cu baterie a Seria 3 cu ampatament lung (G28). Este dedicat pieței chineze și asamblat la uzina BMW Brilliance din Shenyang. Sedanul i3 a fost dezvăluit în martie 2022, debutând în esență faceliftul G20.
i3 eDrive35L, prima versiune lansată, este alimentată de un singur motor electric spate care oferă 210 kilowați (282 CP) și 400 N·m și accelerează de la 0 la 100 km/h în 6,2 secunde. Are o baterie de 70,3 kWh (66,1 kWh utilizabilă) care oferă o autonomie de până la 526 km în ciclul de testare a vehiculelor ușoare din China (CLTC). Parte a sub-brandului BMW i, sedanul i3 dispune de componentele grupului propulsor Gen5 eDrive utilizate de iX3, i4 și iX și sistemul de operare BMW OS8. Având suport pentru încărcare rapidă de 95 kW DC, i3 sedan poate fi încărcat de la 10 la 80% în 35 de minute sau 97 km în 10 minute. Folosind AC, acumulatorul este încărcat la 11 kW. Modelul are 410 L spațiu de portbagaj, cu 70 L mai puțin decât Seria 3 cu combustie internă.
O variantă mai scumpă, eDrive40L, a fost introdusă în februarie 2023. Dispune de același motor electric spate ca și BMW i4 eDrive40, care ajunge la 250 kilowați (335 CP) și 430 N·m, accelerația de la 0 la 100 km/h în 5,6 secunde și o autonomie de 592 km (368 mi) (coform CLTC).

## Modelul M3
Modelul M3 a fost lansat în 2021. Tracțiunea integrală (xDrive) este opțională pe G80 M3, fiind prima dată când un M3 nu a folosit exclusiv un cu tracțiune spate. Transmisia manuală este disponibilă numai pe modelele cu tracțiune spate.
BMW a anunțat lansarea primului M3 Touring în iunie 2022. Cu numele de cod G81, acesta este disponibil împreună cu sedanului G80, coupé-ul M4 G82 și decapotabilului M4 G83.
M3 este alimentat de motorul de 3,0L BMW S58 cu șase în linie care a debutat în X3 M G01.

## Siguranță

### Euro NCAP
Seria 3 2019 a obținut cinci stele la testul Euro NCAP.Format:Euro NCAP